# Squadra finlandese di Fed Cup
La squadra finlandese di Fed Cup rappresenta la Finlandia nella Fed Cup, ed è posta sotto l'egida della Suomen Tennisliitto.
Essa partecipa alla competizione dal 1968, e ad oggi il suo miglior risultato sono i quarti di finale nel 1993.

## Organico 2011
Aggiornato ai match del gruppo II (5-7 maggio 2011). Fra parentesi il ranking della giocatrice nei giorni della disputa degli incontri.
- Emma Laine (WTA numero 287)
- Piia Suomalainen (WTA numero 400)
- Saana Saarteinen (WTA numero 1174)
- Heini Salonen (WTA #)

## Ranking ITF
- Il prossimo aggiornamento del ranking è previsto per il mese di febbraio 2012.

| Finlandia nel Ranking ITF (aggiornata al 7 novembre 2011) |           |        |                           |
| Pos                                                       | Squadra   | Punti  | Gruppo                    |
| 51                                                        | Hong Kong | 569.00 | Gruppo II - Asia/Oceania  |
| 52                                                        | Ecuador   | 563.00 | Gruppo II - Americhe      |
| 53                                                        | Danimarca | 547.50 | Gruppo II - Europa/Africa |
| 54                                                        | Finlandia | 500.75 | Gruppo II - Europa/Africa |
| 55                                                        | Georgia   | 473.00 | Gruppo II - Europa/Africa |
| 56                                                        | Bolivia   | 444.50 | Gruppo I - Americhe       |
| 57                                                        | Lettonia  | 420.00 | Gruppo II - Europa/Africa |